# Frances Seymour, duquesa de Somerset (1699–1754)
Frances Seymour, duquesa de Somerset (née Thynne; 10 de mayo de 1699 - 7 de julio de 1754), antes conocida como condesa de Hertford, fue una cortesana inglesa, esposa de Algernon Seymour, conde de Hertford, y VII duque de Somerset desde 1748. Era también conocida como poeta, mecenas literaria y mujer letrada. Su desarrollo literario fue influenciado por su tía abuela, Anne Finch, condesa de Winchilsea, y por la poeta Elizabeth Singer (más tarde Rowe), a quien conoció en su juventud en Longleat House, donde creció.

## Primeros años
Era hija de Henry Thynne (1675–1708) y su esposa Grace Strode, por tanto nieta de Thomas Thynne, I vizconde de Weymouth; por lo que estaba relacionada lejanamente con su futuro marido. Tras la muerte de su padre en 1708, Frances  y su madre se mudaron a Leweston, donde vivía su abuelo materno, Sir George Strode.

## Matrimonio y descendencia
Se casó con Algernon Seymour, conde de Hertford, el 5 de julio de 1715, cuando ella tenía dieciséis años y él treinta. Los condes tuvieron dos hijos:
- George Seymour, vizconde de Beauchamp (11 de septiembre de 1725 - 11 de septiembre de 1744), falleció soltero y sin descendencia.
- Elizabeth Percy, baronesa Percy suo jure (26 de noviembre de 1716 – 5 de diciembre de 1776), casada con Sir Hugh Smithson, más tarde II conde de Northumberland jure uxoris y I duque de Northumberland.

Poco después de su matrimonio, se mudaron a la casa construida por Charles Seymour, VI duque de Somerset, donde ahora se erige Marlborough College. Tenían un amplio jardín. Frances inició la construcción de un "gruta", de moda en ese periodo, lo que la convirtió en una de las primeras defensores de Movimiento de Paisaje Inglés.
Desde 1724 a 1737, Frances fue nombrada dama de cámara de la reina Carolina, consorte del rey Jorge II de Gran Bretaña.

## Trabajos literario y patronazgo
En 1725, Lady Hertford público anónimamente dos poemas cortos basados en la historia de Inkle y Yarico en A New Miscellany...Written Chiefly by Persons of Quality e Isaac Watts publicó otros cuartos poemas cortos, escritos por ella bajo el nombre de Eusebia, en Reliquiae juveniles (1734). Se carteaba con personas como Henrietta Knight, baronesa Luxborough, y Henrietta Fermor, condesa de Pomfret, con quienes trataba sobre literatura, religión, cotilleos cortesano, familia y la vida rural.
La condesa era, además, una mecenas literaria, protectora de Isaac Watts, Laurence Eusden, John Dyer, William Shenstone y Stephen Duck, a quienes presentó ante la reina. Su protegido más importante fue James Thomson. Samuel Johnson afirmó que Johnson, en su primera visita a  Marlborough, " se deleitó más con las juergas con Lord Hertford y sus amigos que asistiendo a su señoría en operaciones poéticas, y por ello no recibió más invitaciones". Thomson dedicated his 1728 poem, "Spring", to her. La condesa usó su influencia sobre la reina Carolina para obtener clemencia para Richard Savag, un amigo de Thomson acusado de asesinato.

## Defunción y legado
Elizabeth Singer Rowe publicó póstumamente Devout Exercises of the Heart (1737), dedicándoselo a la duquesa. De acuerdo con Horace Walpole, Frances mostró interés en el espiritualismo, siendo influenciada por Rowe tras la muerte de su hijo George, en Bolonia en 1744 a causa de la viruela.
Tras la muerte de su marido en 1750, pasó sus últimos años en Percy Lodge hasta su muerte, el 7 de julio de 1754. Fue enterrada el 20 de julio en la Abadía de Westminster, junto a su marido y su hijo.